# MTV Road Trip
MTV Road Trip è un programma televisivo itinerante con Francesco Mandelli in onda su MTV Italia nel 2004.
Nel programma, Mandelli viaggiava per diverse capitali europee alla scoperta dei luoghi e dei personaggi più stravaganti d'Europa.